# Roberto Freire (político)
Roberto João Pereira Freire (Recife, 20 de abril de 1942) é um advogado e político brasileiro, ex-presidente nacional do Cidadania.

## Biografia

### Infância e juventude
Roberto Freire nasceu em uma família de classe média do Recife. O pai, João Figueiredo Freire, era um funcionário de pequenas empresas privadas industriais e comerciais na cidade e a mãe, Maria de Lourdes Pereira Freire, era dona de casa.
Roberto praticou várias atividades esportivas durante a juventude – sobretudo no Sport Recife –, e chegou a compor a seleção pernambucana de basquete.

### Vida pública

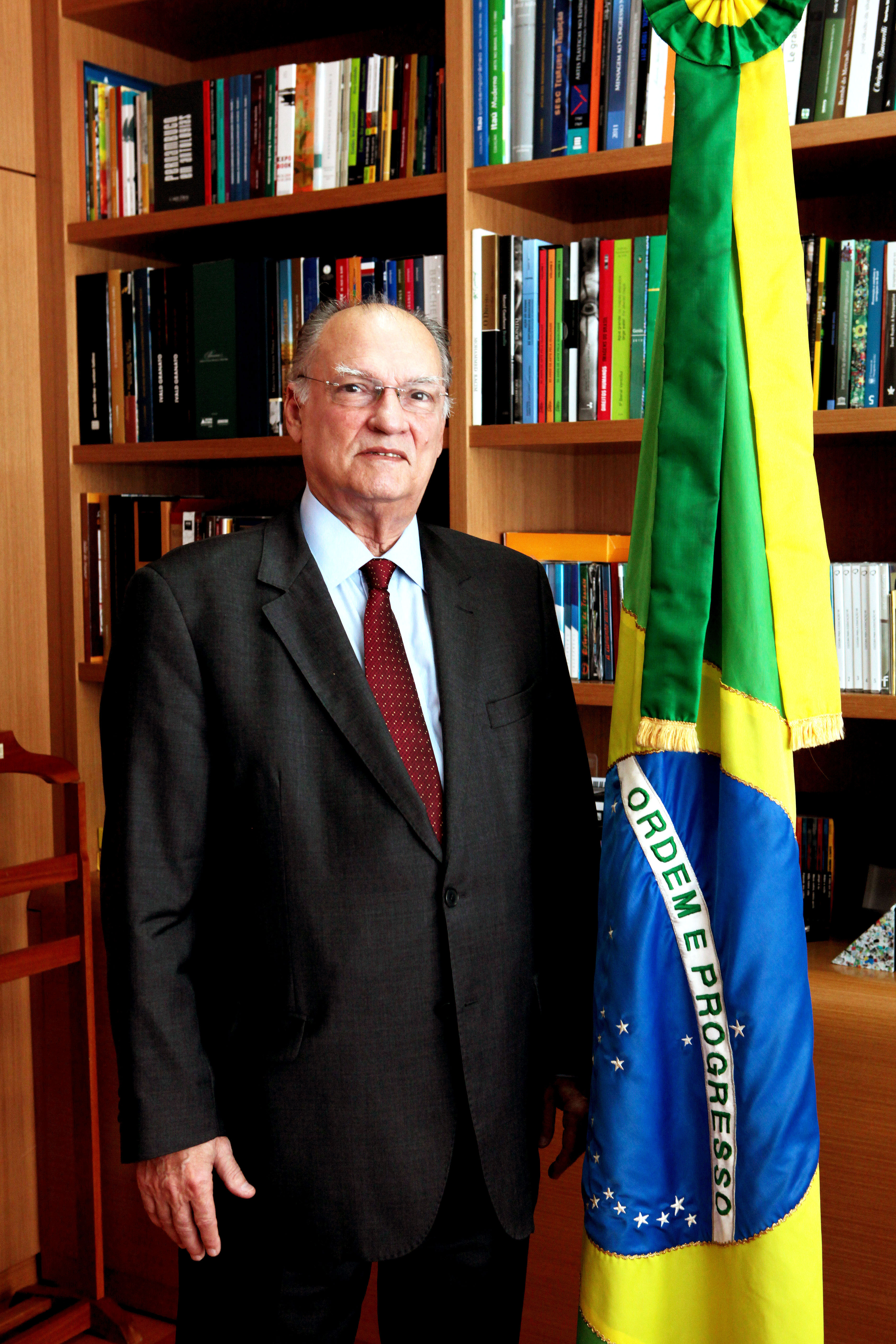
Fotografia como Ministro da Cultura

Roberto começou a militar na política em 1962, quando era estudante da Faculdade de Direito da Universidade Federal de Pernambuco (UFPE). Atuou também como advogado sindical no escritório de Rildo Souto Maior e Francisco Maia, defendendo trabalhadores rurais, sob a liderança de Gregório Bezerra, o "homem de ferro e flor", quando estreita suas relações com o velho PCB de 1922.
Ingressou no serviço público em 1967, ao ser aprovado em primeiro lugar no curso para gerente de Cooperativa Integral de Reforma Agrária realizado pelo IBRA. Posteriormente, foi aprovado, em concurso interno de ascensão funcional, para o cargo de procurador autárquico do IBRA - Instituto Brasileiro de Reforma Agrária (atual INCRA). Atualmente é procurador aposentado do INCRA.
Participou pela primeira vez de uma eleição em 1972. Candidato a prefeito de Olinda pelo então MDB, foi o mais votado mas perdeu para a soma dos votos das duas sublegendas da ARENA.
O primeiro mandato, de deputado estadual, foi conquistado em 1974 pelo MDB. Protagonizou vários embates na luta pela redemocratização, como quando foi o único parlamentar, em 1° de setembro de 1978, a subir a tribuna para contestar com energia a eleição de governadores e senadores biônicos.[carece de fontes?] Por sua conduta combativa e de princípios, foi considerado pelos jornalistas do comitê da Assembleia como um dos mais destacados políticos da legislatura.
A partir da experiência em Pernambuco, e considerado um dos expoentes da esquerda nordestina, Freire começa a sua carreira em nível nacional. É eleito para quatro mandatos sucessivos de deputado federal, primeiro pelo MDB/PMDB e depois pelo PCB. Em 1994 elege-se senador e em 2002, volta à Câmara para o seu 5° mandato como deputado federal.
Na Câmara dos Deputados foi vice-líder do MDB de Freitas Nobre e Ulisses Guimarães. Participou ativamente dos trabalhos das comissões – sobressaindo-se dentre elas a que tratou da Lei da Anistia. Tornou-se o líder do governo Itamar Franco após a destituição de Fernando Collor.
Como o líder da bancada do PPS no Senado, tornou-se referência na luta pela afirmação dos princípios republicanos, pela celebração de um novo pacto federativo e na defesa de políticas sólidas que garantam o desenvolvimento regional – com destaque para as regiões Nordeste, Norte e Centro-Oeste.
Ao longo de sua vida pública, Freire destacou-se na luta pelo fim da ditadura e pela retomada da democracia, sempre defendendo amplas alianças políticas e criticando os segmentos da esquerda menos favoráveis a acordos e composições com setores da direita política. Também preconizou, nessa perspectiva, a adoção de práticas de democracia direta – o plebiscito, o referendo e os projetos de lei iniciativa popular, princípios consignados na Constituição de 1988.
Liderou, com Teotônio Vilela e outros, a campanha pela Anistia aos presos e perseguidos políticos. Visitou presídios, participou de debates e comícios e negociou diretamente a elaboração de leis que permitissem a libertação e a volta ao país de centenas de brasileiros perseguidos ou banidos pelo regime militar. Foi também o principal articulador do livro Anistia, que registrou em definitivo para a história a luta pela reconciliação entre os brasileiros.
Também participou na linha de frente da campanha pelas Diretas Já. Após a derrota da emenda apresentada por Dante de Oliveira, que restabelecia as eleições diretas no Brasil, enfrentou a oposição da esquerda ao apoiar a solução do colégio eleitoral, que elegeria Tancredo Neves e José Sarney, marcando o fim do ciclo de regimes militares.
Ainda no MDB, criticou o chamado "grupo autêntico" do MDB, formado por parlamentares que defendiam a dissolução do partido, por se recusarem a desempenhar o papel de "oposição consentida" pelo regime militar. Prevaleceu a visão de Freire e outros, de que o MDB poderia ser instrumento inigualável para articular uma saída negociada da ditadura.
Freire esteve ao lado dos grandes movimentos democráticos populares vitoriosos do último quartel do século XX. Deu apoio e participou do processo de reconstrução das entidades estudantis livres e da UNE, esteve em todos os congressos que discutiram a criação de uma central de trabalhadores; também frequentou intensamente os movimentos grevistas e sindicais dos trabalhadores, em Pernambuco, no ABC em São Paulo e em quase todos os estados brasileiros.
Como líder do PCB, após a legalização do partido, teve um papel destacado na Assembleia Constituinte. Esteve entre os dez parlamentares que mais frequentaram o debate em plenário; foi autor de mais de quinhentas propostas inseridas no texto constitucional, ajudou a resolver impasses quando estabeleceu o conceito de emenda aglutinativa, incorporado posteriormente pelos regimentos das duas casas no Congresso e por outros legislativos brasileiros.
Na Constituinte, defendeu a definição da função social da propriedade privada; a liberdade religiosa, de pensamento e de informação; a ampliação dos direitos individuais, incluindo o de greve para trabalhadores da iniciativa privada e para os servidores; o acesso à saúde pública por meio da criação de fortalecimento do SUS; o fortalecimento das universidades públicas e o maior apoio à ciência e à tecnologia.
Como deputado federal, destacou-se pela regularização da situação dos estrangeiros, empenhou-se na ampliação dos arcabouços legais para ampliar a reforma agrária, apresentou projeto para se garantir as eleições diretas para os cargos de reitor e vice-reitor de universidades federais e outras  instituições ensino de terceiro grau mantidas pela União.
Paralelamente às atividades parlamentares, Freire criticou os erros do chamado socialismo real e, em 1992, juntamente com outros antigos companheiros do Partido Comunista Brasileiro, deixou o PCB e fundou o Partido Popular Socialista. No entanto, mantém publicamente a defesa da possibilidade histórica de construção de novos paradigmas a partir do socialismo, contrapondo-se às forças conservadoras que proclamam a morte do pensamento socialista.
Sua visão de mundo foi exposta, em 1989, durante sua campanha para concorrer à presidência da República, em chapa compartilhada com o sanitarista Sérgio Arouca como  candidato  a vice-presidente quando discutiu as privatizações na economia brasileira. Contra a visão tradicional da esquerda marxista (os comunistas aí incluídos), vaticinava o socialismo democrático, admitindo a inevitabilidade da globalização, ao mesmo tempo em que defendia a afirmação, dentro dela, dos valores democráticos e humanistas e não os interesses do mercado, como sempre quis o neoliberalismo.
Na eleição de 1998, durante a primeira metade do mandato de Senador da República por Pernambuco, foi candidato a vice-presidente em uma chapa "puro sangue" com Ciro Gomes, ambos do PPS - Partido Popular Socialista,  obtendo 10,97% dos votos validos, ocupando a 3a posição atrás de Lula que ficou em 2° lugar e de FHC que consagrou sua reeleição - a 1a do país - em 1° turno com 53% dos votos, na estreia das urnas eletrônicas nas eleições brasileiras.
Em 2002, lançou novamente Ciro Gomes (PPS) candidato a Presidente da República e no 2° turno apoiou Lula, eleito com 61,27% dos votos.
Freire colocou-se em oposição ao governo Lula. Afirmou certa vez que aqueles detentores do poder no Brasil não possuíam um projeto de governo, e que dificilmente essa meta seria alcançada durante o exercício do poder. Por vários meses, denunciou a aliança de Lula com as velhas ideias econômicas e com os velhos grupos políticos no Congresso, e sugeriu ao governo correções de rumos.
Após quatro anos afastado das atividades parlamentares, Roberto foi eleito em 2010 deputado federal por São Paulo com mais de 120 mil votos.
Em 2014, sofreu sua primeira derrota em eleições proporcionais ao obter apenas a quarta suplência de deputado federal novamente por São Paulo. Contudo, retornou à Câmara em 20 de março de 2015 na vaga deixada por Rodrigo Garcia, nomeado secretário de Habitação do Estado de São Paulo.
Em 18 de novembro de 2016, foi anunciado como o novo ministro da Cultura após a renúncia de Marcelo Calero. A nomeação foi publicada no Diário Oficial da União em 22 de novembro de 2016, tendo sido empossado no dia 23 de novembro de 2016.
Foi exonerado, a seu pedido, do cargo de ministro da Cultura pelo presidente Michel Temer em 22 de maio de 2017. Freire pediu exoneração depois da divulgação de gravações feitas por Joesley Batista, dono da JBS, de uma conversa que teve com Temer, abordando temas como uma suposta "compra do silêncio" do ex-deputado federal e ex-presidente da Câmara dos Deputados Eduardo Cunha, preso pela Operação Lava Jato. A divulgação da gravação gerou uma grave crise política no governo. Em 23 de maio, reassumiu sua vaga de suplente de deputado federal por São Paulo.

#### Controvérsias
Recentemente, Freire foi acusado de ter recebido propina proveniente do esquema de corrupção conhecido como mensalão do DEM. Em uma gravação de vídeo, a empresária Nerci Bussamra, diretora da Uni Repro Serviços Tecnológicos Ltda, diz a Durval Barbosa que seria enviado dinheiro a São Paulo para ajudá-lo. Entretanto, em depoimento à Polícia Federal, Nerci Bussanra confessou que inventou a história para se livrar dos achaques do ex-secretário de Assuntos Instituicionais, Durval Barbosa, a quem entregou R$152 mil, inocentando também o ex-secretário de Saúde do Governo Arruda, Augusto Carvalho (PPS).
Em 2012, tornou-se notícia quando tratou seriamente, pelo Twitter, uma notícia veiculada pelo site humorístico G17, segundo a qual a então presidente Dilma Rousseff teria pedido ao Banco Central para que fossem colocadas em circulação notas com a frase "Lula seja louvado". O assunto foi um dos mais comentados no Twitter após a gafe, ficando entre os trend topics recordistas da semana.
Em fevereiro de 2017, Roberto Freire, então Ministro da Cultura, envolveu-se em uma polêmica na entrega do Prêmio Camões ao escritor brasileiro Raduan Nassar. Na ocasião, o escritor fez um discurso criticando o governo de Michel Temer, do qual Freire era ministro; este rebateu as críticas do vencedor do prêmio, o que levou a vaias da plateia.
Em maio de 2017, Freire posicionou-se contrário ao boicote promovido por oito cineastas ao Festival Cine Pernambuco devido à exibição do filme O Jardim das Aflições, sobre um dos temas do livro homônimo de Olavo de Carvalho: "Eles se fixaram apenas na Vulgata stalinista. Você pode discordar das ideias, mas não pode impedir que elas existam".

### Vida pessoal
Roberto é casado com a também advogada carioca, radicada em Brasília, Marisa Vasconcelos Freire. Tem cinco filhos de seu casamento anterior com Letícia Baltar Freire, filha do ex-senador Antônio Bezerra Baltar (1915–2003): Marta Baltar Freire, Cláudia Baltar Freire, Luciana Baltar Freire, Mariana Baltar Freire e João Baltar Freire.